# Шихабуддин ан-Нувайри
Шихабудди́н Абу́ль-Абба́с А́хмад ибн Абду́ль-Вахха́б ан-Нувайри (араб. شهاب الدين أحمد بن عبد الوهاب بن النويري‎;
1279, Ахмим, Верхний Египет — 1332, Каир, Мамлюкский султанат) — арабский энциклопедист, автор энциклопедии «Предел желания относительно дисциплин адаба», отличающейся точностью информации.

## Биография
Его более полное имя: Шихабуддин Абуль-Аббас Ахмад ибн Абдуль-Ваххаб ибн Мухаммад аль-Бакри ат-Тамими ан-Нувайри. Родился в 1279 году в Ахмиме. Жил в Египте, был близок к мамлюкскому султану Насиру Насируддину Мухаммеду (1310-41). Занимал государственные должности в Египте и Сирии. Был прекрасным каллиграфом.
Умер в 1332 году в Каире.

## Труды
Шихабуддин ан-Нувайри является автором одной из трёх наиболее известных энциклопедий эпохи мамлюков «Предел желания относительно дисциплин адаба» («Нихаят аль-араб фи фунун аль-адаб»). Энциклопедия состоит из 31 тома и насчитывающей 9 тысяч страниц. Половину сочинения составляет историческая часть. В изложении истории с VII по XII век ан-Нувайри опирался преимущественно на хорошо известные источники, а историю с XII века по 1331 год излагает самостоятельно. Автор был хорошо осведомлен историей Египта, Золотой Орды, мусульманской Испании. Он сообщал о древних русах, как о союзниках Византии в 964. Книга, над которой ан-Нувайри работал около 20 лет, переведена на многие европейские языки. Свой труд он переписал в 4—5 экземплярах.